# Paweł Gulewski
Paweł Dominik Gulewski (* 5. März 1981 in Toruń) ist ein polnischer Politiker (Platforma Obywatelska). Er ist seit Mai 2024 Stadtpräsident von Toruń.

## Leben und Beruf
Gulewski studierte Politikwissenschaft an der Nikolaus-Kopernikus-Universität Toruń. Er arbeitete für verschiedene Werbeagenturen und von 2005 bis 2014 im Büro des Sejm-Abgeordneten Jan Wyrowiński. Danach leitete er das Regionalbüro des Senators Przemysław Termiński. Außerdem war er für eine Wirtschaftsrechtskanzlei als Unternehmensberater tätig.

## Politik
Gulewski ist Mitglied der Platforma Obywatelska und leitete das Regionalbüro des Parteivorstandes. Bei den Selbstverwaltungswahlen 2010 wurde er in den Stadtrat von Toruń gewählt. Das Mandat konnte er bei den Selbstverwaltungswahlen 2014 und 2018 verteidigen. 2020 wurde er zum Vizepräsidenten mit der Zuständigkeit für das kommunale Gesundheitswesen und die Grünanlagen ernannt. Im Januar 2024 trat er von diesem Amt zurück. Einen Monat später kündigte er an, als Kandidat der Koalicja Obywatelska für das Amt des Stadtpräsidenten zu kandidieren. Mit 38,3 % der Stimmen qualifizierte er sich für die Stichwahl, in der er sich mit 65,0 % der Stimmen gegen den bisherigen Amtsinhaber Michał Zaleski, der seit 2002 amtiert hatte, durchsetzen konnte.